# Laubbach (Lein)
Der Laubbach ist ein fünf Kilometer langer Bach, der im baden-württembergischen Ostalbkreis und dabei überwiegend im Albuchvorland verläuft. Nach erst ungefähr nördlichem, später überwiegend nordwestlichem Lauf erst im Gebiet der Stadt Aalen, danach dem der Gemeinde Abtsgmünd mündet er im Dorf Abtsgmünd etwas oberhalb des Ortskerns von rechts in den Nebenfluss Lein des Kochers. Er ist der letzte ihr zufließende Bach.
Etwa 61⁄2 km flussaufwärts hat die Lein einen größeren rechten Zufluss des Namens Laubach beim Abtsgmünder Dorf Laubach, noch einmal 11 km weiter leinaufwärts mündet ein weiterer Laubach vor Leinzell von links in den Fluss.

## Geographie

### Verlauf
Der Laubbach beginnt seinen Lauf auf etwa 501 m ü. NHN am Nordrand der Waldinsel Spitz nahe beim Aalen-Fachsenfelder Einzelhof Spitz in einem mit wenig Richtungsschwankungen zwischen Äckern und Wiesen nordwärts ziehenden Graben ohne Baum- oder Heckenbewuchs am Ufer, der anfangs wohl nicht immer Wasser führt. In sehr flacher Landschaft läuft er bald neben dem Erschließungssträßchen für Spitz, das in die K 3228 von Dewangen im Westen nach Treppach im Osten einmündet. Nachdem der Bach dort gut einen halben Kilometer nach dem Grabenbeginn die Kreisstraße unterquert hat, wendet er sich an einem kleinen, mit Sumpfdotterblumen bewachsenen Sumpf zunächst wieder zwischen kahlen Ufern für noch einmal einen guten halben Kilometer nach Nordwesten.
Auf dem letzten Drittel dieser Strecke liegt am Ufer ein krautig bewachsenes Feuchtgebiet, in dem im Frühjahr vereinzelt auch Trollblumen wachsen, dem sich bis zum erneuten Richtungswechsel eine Baumgruppe rechts am Ufer anschließt, die einen 0,1 ha großen Teich westlich des Hofes Frankeneich von Fachsenfeld umsäumt. Dort tritt auch die K 3239 von Dewangen nach Fachsenfeld ans linke Ufer.
Die begleitende Straße und der Bach ziehen nun nach Nordnordosten. Gegenüber dem Zulauf eines kurzen und flachen Grabens vom linken Hang stehen bald wieder einige Bäume nahe am Lauf. Kurz vor dem kleinen Wohnplatz Steinfurt von Fachsenfeld unterquert der Bach die Kreisstraße und nimmt auf deren anderer Seite auf etwa 466 m ü. NHN den kurzen Abfluss des etwa 5 Ar großen dortigen Fischteichs auf.
Nach bisher etwa 1,9 km langem, eher flachem und grabenartigem Lauf auf der Jura-Hochebene in der Mitte seiner zuletzt erkennbaren, aber nur wenig eingetieften Mulde beginnt nun ein ganz andersartiger Lauf- und Talabschnitt. Der Bach wendet sich nach Nordwesten und schneidet sich steil in ein sich rasch ausweitendes Kerbtal ein, das anfangs völlig bewaldet ist. Von rechts laufen einige allenfalls 0,3 km lange Hangbäche zu, die meist unterhalb der Schichtkante im Wald entstehen. Der Bach schlängelt sich nun stark oder mäandriert sogar, er pendelt bis zu zwei Meter breit manchmal unter Felsen am Ufer und lange in einer Geländeklinge zwischen Gleithängen und Prallhängen mit Erdabrissen. Der Grund ist meist steinig und der Bach fällt zuweilen über kleine Fälle in Gumpen hinab.
Nach über einem Kilometer auf Nordwestlauf verlässt er den geschlossenen Talwald, doch begleitet ihn weiterhin eine Galerie aus Erlen und Eschen und einzelne Waldstücke stehen immer noch am oberen Hang. Ein 0,1 ha großer Teich liegt unterm offenen Hang Bürkle am linken Ufer.
Etwa 0,8 km vor seiner Mündung fließt er auf etwa 385 m ü. NHN durch eine kleine Verlandungsfläche innerhalb des dieses umrundenden Wegs in das auch Laubbachsee genannte, gewöhnlich 0,9 ha große und 14.000 m³ enthaltende Hochwasserrückhaltebecken Laubbach ein. Im Falle von Hochwasser hält der stauende Erddamm bis fast zehnmal soviel Wasser zurück und der Seespiegel liegt dann beträchtlich höher. Dort stehen rechts schon die ersten Häuser von Abtsgmünd am Unterhang.
Etwa einen Viertelkilometer nach dem Wiederausfluss tritt der Laubbach in die geschlossene Ortsbebauung von Abtsgmünd ein, die er größtenteils oder ganz unterirdisch verdolt etwa westwärts durchläuft. Dann fließt er auf etwa 369 m ü. NHN in Abtsgmünd etwa hundert Meter vor der Flussbrücke der Hauptstraße von rechts der unterste Lein zu.
Der Laubbach mündet nach ca. 5,0 km langem Lauf mit mittlerem Sohlgefälle von rund 26 ‰ etwa 132 Höhenmeter unterhalb seines Grabenbeginns bei Spitz.

### Einzugsgebiet
Das Einzugsgebiet des Laubbachs ist 2,9 km² groß. Es gehört naturräumlich überwiegend zu den Liasplatten über Rems und Lein im Unterraum Albuchvorland des Östlichen Albvorlandes, mit einem kleinen Gebietszwickel um den Ursprung zum Welland im selben Unterraum sowie mit dem unteren Abschnitt des Kerbtales zum Sulzbacher Kochertal im Unterraum Waldgebiet am Mittleren Kocher der Schwäbisch-Fränkischen Waldberge. Der höchste Punkt liegt nahe dem Bachanfang an der Südspitze in der Waldinsel Spitz auf etwa 504 m ü. NHN.
Der größere Teil des Einzugsgebiets liegt auf der Hochebene und beidseits des Kerbtals auf den Randhöhen, er ist fast waldfrei und umfasst mehr Äcker als Wiesen. Im oberen Kerbtal dominiert der Wald, weiter abwärts gegen die Siedlungsgrenze von Abtsgmünd zu bedecken dann mehr und mehr Wiesen die Hänge. Dieses Dorf der knapp die Hälfte der Fläche umfassenden Gemeinde Abtsgmünd an der Mündung ist der einzige vom Laubbach durchflossene Ort, zuvor im etwas größeren Gebietsanteil der Stadt Aalen stehen der Einzelhof Spitz nahe der Quelle, der Einzelhof Frankeneich auf der östlichen Wasserscheide und der kleine Wohnplatz Steinfurt nahe am Lauf. Alle drei stehen in der Teilgemarkung Fachsenfeld der Stadt, dessen namengebendes Dorf über die nordöstliche Wasserscheide etwas ins Einzugsgebiet hereingewachsen ist, ebenso im Südwesten das Dorf Dewangen in eigener Stadtteilgemarkung.
Reihum grenzen die Einzugsgebiete der folgenden Nachbargewässer an:
- Im Norden laufen dem nahen Kocher von der Wasserscheide allenfalls kurze Hangzuflüsse zu;
- im Nordosten entsteht in Fachsenfeld der auch Steinbach genannte Schlossbach, der nächsthöhere linke Kocherzufluss vor der Lein;
- das Gebiet im Osten entwässert der Bodenbach noch etwas höher zum Kocher;
- jenseits eines nur kurzen südlichen Wasserscheidenabschnitts im Spitz liegt das Quellgebiet des Spitzbachs, dessen Abfluss über Nesselbach, Rombach und Aal viel höher den Kocher speist;
- das im Südwesten angrenzende Gebiet entwässert im Bereich des oberen Einzugsgebietes über den Dewanger Haldenbach, im Bereich des unteren über den längstenteils Trübenreuter Bach genannten Attleswasenbach zur Lein.

### Zuflüsse und Seen
Hierarchische Liste einer Auswahl der Zuflüsse,  Seen und  Hochwasserrückhaltebecken von der Quelle zur Mündung. Gewässerlänge, Seefläche, Einzugsgebiet und Höhe nach den entsprechenden Layern auf der Onlinekarte der LUBW. Andere Quellen für die Angaben sind vermerkt.
Ursprung des Laubbach auf etwa 501 m ü. NHN am Nordrand der Waldinsel Spitz beim Aalen-Fachsenfelder Einzelhof Spitz. Der Bach fließt anfangs etwa nordwärts.
- Passiert einen Teich am rechten Ufer auf etwa 477 m ü. NHN etwa 0,4 km westlich des Einzelhofes Frankeneich von Fachsenfeld, 0,1 ha.
- (Graben aus der Viehweide), von links und Westen auf etwa 473 m ü. NHN, unter 0,3 km und ca. 0,1 km². Entsteht auf etwa 479 m ü. NHN an einer größeren Baumgruppe nordöstlich von Aalen-Dewangen.
- (Abfluss des Fischteichs Steinfurt), von rechts und Nordosten auf etwa 466 m ü. NHN beim Wohnplatz Steinfurt von Fachsenfeld, unter 0,1 km[LUBW 8] und über 0,1 km².
An diesem Zufluss knickt der Laubbach nach Nordosten ab und betritt sein steiles Kerbtal.
  -  Entfließt auf etwa 474 m ü. NHN dem Fischteich Steinfurt auf der Westseite der K 3239 gegenüber dem Wohnplatz desselben Namens, 5 Ar.
- (Bach von den Steinfurtäckern), von rechts und Nordosten auf etwa 450 m ü. NHN, unter 0,2 km und ca. 0,2 km². Entsteht auf etwa 472 m ü. NHN neben einem Feldweg.
- (Waldbach vom Rand des Fachsenfeldes), von rechts und Nordosten auf etwa 420 m ü. NHN weniger als 200 Meter vor dem Ende des geschlossenen Talwaldes, ca. 0,3 km und ca. 0,1 km². Entspringt auf etwa 465 m ü. NHN einer Quelle im Hangwald unter der Stufenkante.
- Passiert einen Teich auf etwa 395 m ü. NHN links am Lauf unter dem beackerten Hang Bürkle, 0,1 ha.
- Durchfließt auf etwa 385 m ü. NHN das Hochwasserrückhaltebecken Laubbach nahe den ersten Häusern von Abtsgmünd am rechten Unterhang, 0,9 ha. Das 1959 erbaute Becken des Wasserverbandes Kocher-Lein staut hinter einem 13,2 m hohen Erddamm gewöhnlich 14.000 m³, bei Hochwasser weitere bis zu 117.000 m³ Wasser. Der Abfluss wird gesteuert.[LUBW 9]

Mündung des Laubbachs von links und zuletzt Osten auf etwa 369 m ü. NHN in Abtsgmünd etwa hundert Meter vor der Flussbrücke der Hauptstraße in die unterste Lein. Der Laubbach ist ca. 5,0 km lang und hat ein 2,9 km² großes Einzugsgebiet.

## Geologie
Die höchste geologische Schicht im Einzugsgebiet ist die Opalinuston-Formation des Braunjuras an seinem Südrand, in dem auch der Bachlauf beginnt. In noch recht flachem Lauf nach Norden bis allenfalls Nordwesten auf der Hochebene durchzieht er danach im Schwarzjura bis Steinfurt die Jurensismergel-Formation, die Amaltheenton-Formation und die Numismalismergel-Formation. Dort am Mittellauf knickt er nach Nordwesten ab, durchschneidet am Beginn seines anschließenden Kerbstals noch in schneller Folge den Obtususton, den Arietenkalk, den Angulatensandstein und den Psilonotenton. Im anschließenden Mittelkeuper verläuft er erst im Knollenmergel (Trossingen-Formation) und dann länger und bis zur Mündung im Stubensandstein (Löwenstein-Formation).
Diese mesozoischen Schichten sind stellenweise durch viel jüngere quartäre überlagert. So liegen um den Bach am Wechsel vom Braun- zum Schwarzjura lössführende Fließerden, kurz vor seinem Laufknick liegt linksseits eine Insel aus Goldshöfer Sanden, die ihrerseits wiederum teilweise von Lösssediment überdeckt ist. Ebenfalls auf der Hochebene gibt es Reste alter quartärer Schuttdecken.

## Natur und Schutzgebiete
Das eingekerbte mittlere und untere Tal ab dem Richtungsknick bei Steinfurt gehört bis zur Bebauungsgrenze von Abtsgmünd hinab zum Landschaftsschutzgebiet Unteres Leintal mit Nebentälern. Der gesamte Abtsgmünder Gebietsanteil liegt im Naturpark Schwäbisch-Fränkischer Wald.

## Tourismus
Ein mit rotem Kreuz markierter Wanderweg des Schwäbischen Albvereins von Aalen nach Abtsgmünd quert die unterste Talmulde im Siedlungsbereich von Abtsgmünd. Linksseits am Hang über dem Rückhaltebecken steht ein Wanderheim desselben Vereins.

### LUBW
Amtliche Online-Gewässerkarte mit passendem Ausschnitt und den hier benutzten Layern: Lauf und Einzugsgebiet des Laubbachs

Allgemeiner Einstieg ohne Voreinstellungen und Layer: Daten- und Kartendienst der Landesanstalt für Umwelt Baden-Württemberg (LUBW) (Hinweise)
1. 1 2 3 4  Höhe nach dem Höhenlinienbild auf dem Hintergrundlayer Topographische Karte.
2. 1 2  Länge nach dem Layer Gewässernetz (AWGN), ergänzt um ein kleines, auf der Gewässerkarte nicht berücksichtigtes Anfangsstück, das auf dem Hintergrundlayer Topographische Karte abgemessen wurde.
3. 1 2  Einzugsgebiet nach dem Layer Basiseinzugsgebiet (AWGN).
4. ↑  Natur teilweise nach dem Layer Geschützte Biotope.
5. ↑  Länge abgemessen auf dem Hintergrundlayer Topographische Karte.
6. ↑  Seefläche nach dem Layer Stehende Gewässer.
7. ↑  Einzugsgebiet abgemessen auf dem Hintergrundlayer Topographische Karte.
8. ↑  Länge nach dem Layer Gewässernetz (AWGN).
9. ↑  Daten des Hochwasserrückhaltebeckens nach dem Layer Stauanlage.
10. ↑  Schutzgebiete nach den einschlägigen Layern.

### Andere Belege
1. ↑  Modellierte Werte nach Abfluss-BW Gewässerknoten MQ/MNQ
2. ↑  Hansjörg Dongus: Geographische Landesaufnahme: Die naturräumlichen Einheiten auf Blatt 171 Göppingen. Bundesanstalt für Landeskunde, Bad Godesberg 1961. → Online-Karte (PDF; 4,3 MB)
3. ↑  Geologie nach den Layern zu Geologische Karte 1:50.000 auf: Mapserver des Landesamtes für Geologie, Rohstoffe und Bergbau (LGRB) (Hinweise)